# 采利納區

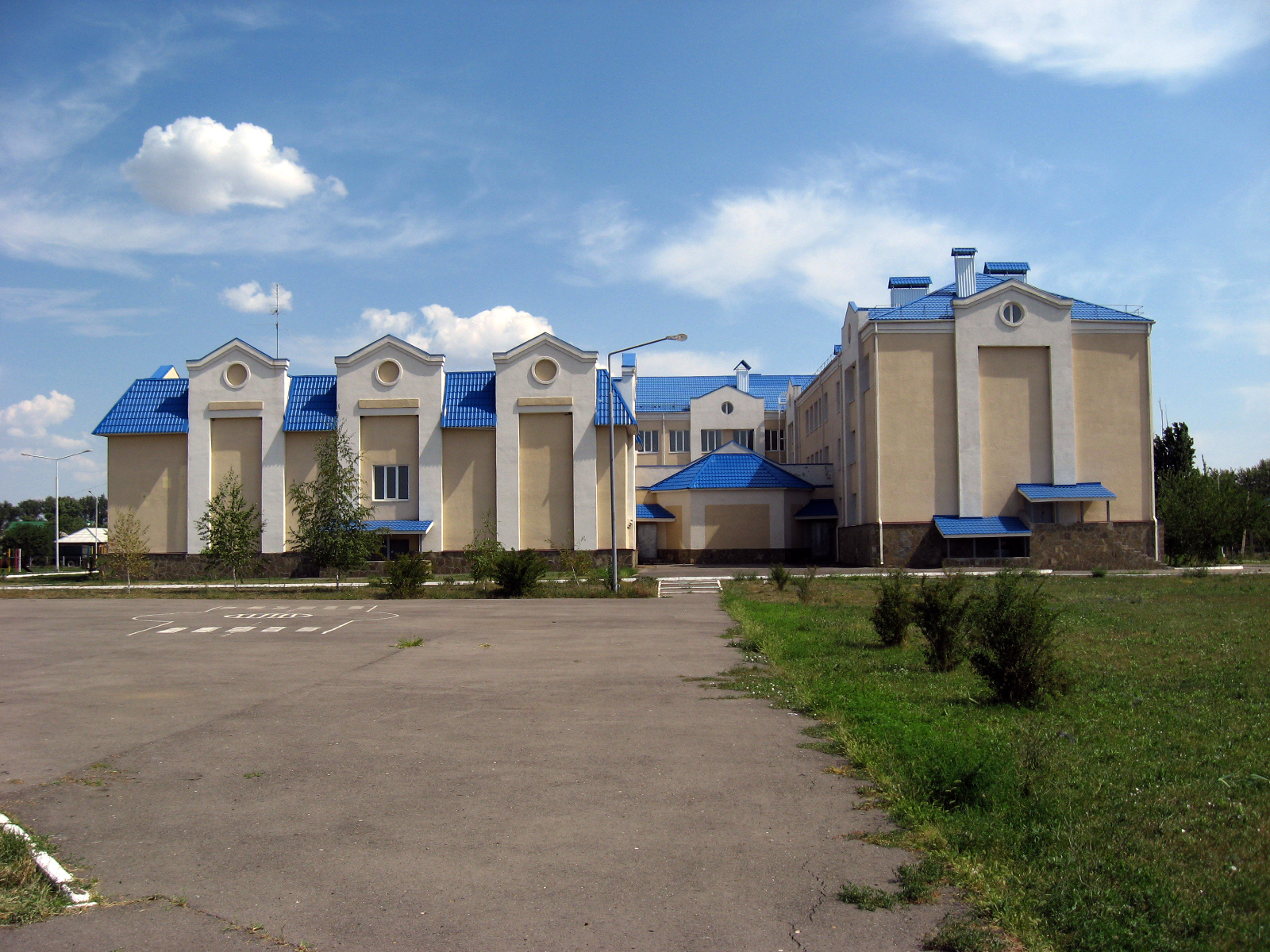

46°32′N 41°02′E / 46.533°N 41.033°E
采利納區（俄语：Целинский район），是俄羅斯的一個區，位於該國西南部，由羅斯托夫州負責管轄，面積2,129平方公里，2010年該區人口33,690，人口密度每平方公里15.82人。